# Ipsilateral
Ipsilateral är latin för samsidig, inom anatomin används termen för att beskriva skeenden som sammanfaller på samma sida av kroppen. Exempel: "Symptomen uppträder ipsilateralt om skadan", vilket betyder att symptomen syns på samma sida av kroppen som skadan.